# Carl Zeisberg
Carl Wilhelm Zeisberg, normiert auch Karl Zeisberg, (* 12. April 1804 in Wernigerode; † 16. November 1850 ebenda) war ein deutscher Bibliothekar und Sammler von Büchern.

## Leben
Er war der Sohn des gräflich-stolbergischen Kammerrates Christian Ernst Zeisberg. Nach dem Besuch des Lyceums in Wernigerode von 1814 bis 1822 absolvierte er das Pädagogium zu Ilfeld, danach studierte er in Göttingen und Berlin. Dabei hörte er im Sommerhalbjahr 1826 auch Vorlesungen über Geschichte bei Leopold von Ranke. Am 19. Juni 1830 wurde er von Graf Henrich zu Stolberg-Wernigerode zum Bibliothekssekretär der Stolbergischen Bibliothek Wernigerode ernannt. In Verhinderungsfällen des Regierungsrats Christian Heinrich Delius war er auch für die Herausgabe von Archivalien zuständig.
1846 erfolgte Zeisbergs Ernennung zum gräflichen Bibliothekar.
Von 1840 bis zu seinem Tod war er Herausgeber des Wernigeröder Intelligenzblattes. Er starb 1850 an Zehrfieber.
Seit 1833 war Carl Zeisberg mit Mathilde Auguste Wehmeyer verheiratet. Als einziges Kind aus dieser Ehe ging der 1834 geborene Heinrich Eberhard Ernst Wilhelm Zeisberg hervor.

## Werk
Zeisberg hinterließ eine sehr bedeutsame Privatbibliothek, die aus ca. 8000 Werken bestand und am 9. August 1858 im Auftrag von Graf Otto zu Stolberg-Wernigerode zum Preis von 11.440 Talern und 22 Silbergroschen der Zeisberg-Witwe abgekauft wurde.